# Rödhalsad kulhalsbock
Rödhalsad kulhalsbock (Dinoptera collaris) är en skalbagge i familjen långhorningar. Den är 6 till 9 millimeter lång och förekommer i lövskog i hela Europa och i Anatolien, Armenien, Iran, Kaukasus, Kazakstan Sibirien, samt Syrien.